# 吳志
吳志（1438年—？），字味道，浙江處州府遂昌縣人，明朝政治人物。進士出身。

## 生平
成化元年（1465年）舉乙酉科浙江鄉試第八名。成化二年（1466年）聯捷丙戌科會試第一百五十八名，殿試登進士第二甲第七十五名。

## 家族
曾祖吳伯貞。祖父吳人濟，贈工部員外郎。父亲吳紹生，曾任員外郎。